# Itatinga
Itatinga is een gemeente in de Braziliaanse deelstaat São Paulo. De gemeente telt 19.085 inwoners (schatting 2009).

## Aangrenzende gemeenten
De gemeente grenst aan Angatuba, Avaré, Bofete, Botucatu, Paranapanema en Pardinho.